# لین هانت
لین هانت (انگلیسی: Lynn Hunt؛ زادهٔ ۱۶ نوامبر ۱۹۴۵) مورخ، و استاد دانشگاه اهل ایالات متحده آمریکا است. حوزه تخصص او انقلاب فرانسه است، اما او همچنین به دلیل کارش در تاریخ فرهنگی اروپا در مورد موضوعاتی مانند جنسیت شناخته شده‌است. کار او در سال ۲۰۰۷، ابداع حقوق بشر، به عنوان جامع‌ترین تحلیل تاریخ حقوق بشر اعلام شده‌است. او در سال ۲۰۰۲ به عنوان رئیس انجمن تاریخ آمریکا خدمت کرد.
او متولد پاناما و بزرگ شده سینت پال، مینه‌سوتا دارای مدرک لیسانس است. از کالج کارلتون (۱۹۶۷) و کارشناسی ارشد (۱۹۶۸) و دکترای او (۱۹۷۳) از دانشگاه استنفورد. قبل از آمدن به UCLA در دانشگاه کالیفرنیا، برکلی (۱۹۷۴–۱۹۸۷) و دانشگاه پنسیلوانیا (۱۹۸۷–۱۹۹۸) تدریس می‌کرد.
پروفسور هانت تاریخ فرانسه و تاریخ اروپا و تاریخ‌نگاری را تدریس می‌کند. تخصص‌های او عبارتند از انقلاب فرانسه، تاریخ جنسیت، تاریخ فرهنگی و تاریخ‌نگاری. پروژه‌های تحقیقاتی فعلی او شامل مطالعه مشترک یک کار اوایل قرن هجدهم در مورد دین‌شناسی تطبیقی است که در ۷ جلد با ۲۷۵ حکاکی توسط هنرمند برنار پیکار منتشر شد.
وی همچنین برندهٔ جوایزی همچون کمک‌هزینه گوگنهایم شده‌است.